# Linea 9 (metropolitana di Shanghai)
La linea 9 della metropolitana di Shanghai è una linea del sistema metropolitano di Shanghai. Si estende per più di 45 km ed è servita da 23 stazioni.

## Storia
Il primo tratto della Linea 9, da Songjiang New City a Guilin Road è stato aperto il 29 dicembre 2007.
La Linea 9 è rimasta isolata dal resto della rete fino al 28 dicembre 2008, quando con l'apertura della stazione di Yishan Road gli utenti hanno potuto iniziare a beneficiare dei passaggi per poter andare sulle linee 3 e 4. Nel dicembre 2009 fu completato il secondo tratto tra Yishan Road e Century Avenue, ricco di collegamenti con le altre linee.
La linea è servita da treni costruiti dalla Bombardier, li stessi usati per la Linea 1.
In futuro la linea sarà estesa di 14,5 km verso Caolu Town e di altri 6,5 km verso South Songjiang Railway Station.

## Stazioni

La mappa del percorso

| Linea 9 (九号线) |                           |                            |
| #                | Stazione                  | Collegamenti               |
| 1                | Songjiang Xincheng        |                            |
| 2                | Songjiang University Town |                            |
| 3                | Dongjing                  |                            |
| 4                | Sheshan                   |                            |
| 5                | Sijing                    |                            |
| 6                | Jiuting                   |                            |
| 7                | Zhongchun Road            |                            |
| 8                | Qibao                     |                            |
| 9                | Xingzhong Road            |                            |
| 10               | Hechuan Road              |                            |
| 11               | Caohejing Hi-Tech Park    |                            |
| 12               | Guilin Road               |                            |
| 13               | Yishan Road               | Linea 3; Linea 4; Linea 11 |
| 14               | Xujiahui                  | Linea 1                    |
| 15               | Zhaojiabang Road          | Linea 7                    |
| 16               | Jiashan Road              |                            |
| 17               | Dapuqiao                  |                            |
| 18               | Madang Road               |                            |
| 19               | Lujiabang Road            | Linea 8                    |
| 20               | Xiaonanmen                |                            |
| 21               | Shangcheng Road           |                            |
| 22               | Century Avenue            | Linea 2; Linea 4; Linea 6  |
| 23               | Middle Yanggao Road       |                            |